# Schäftlarn
Schäftlarn település Németországban, azon belül Bajorországban. Lakosainak száma 5975 fő (2023. december 31.). Schäftlarn Baierbrunn és Straßlach-Dingharting községekkel határos.

## Népesség
A település népessége az elmúlt években az alábbi módon változott:
| Lakosok száma | 655  | 3599 | 4428 | 4724 | 5470 | 5591 | 5735 | 5747 | 5927 | 5975 |
|               | 1875 | 1950 | 1975 | 1987 | 2012 | 2014 | 2016 | 2017 | 2021 | 2023 |